# 中林正一
中林 正一（なかばやし まさかず、1979年3月7日 - ）は、日本の元ラグビー選手。2016年現在立命館大学ラグビー部の監督を務めている。

## プロフィール
- 京都府出身[1]。
- ポジションはフッカー(HO)。
- 身長 178cm、体重 103kg
- 日本代表キャップは4。

## 略歴
1997年、花園高校卒業後、立命館大学に入る。
2001年、立命館大学卒業後、ヤマハ発動機ジュビロに加入。
2007年、現役を引退し、立命館大学ラグビー部のヘッドコーチに就任した。
2011年、立命館大学ラグビー部の監督に就任した。